# سیرژ
سیِرژ (به فرانسوی: Cierges) یکی از کمون‌های فرانسه است که در ان واقع شده‌است.

## خصوصیات
سیِرژ ۸٫۲۲ کیلومترمربع مساحت و ۷۳ نفر جمعیت دارد و ۱۷۰ متر بالاتر از سطح دریا واقع شده‌است.